# Fujitsu FM 11 AD
Fujitsu FM 11 AD (FM 11 AD) је професионални рачунар, производ фирме Фуџицу (Fujitsu) који је почео да се израђује у Јапану током 1982. године.
Користио је Motorola 68B09E као централни микропроцесор а RAM меморија рачунара FM 11 AD је имала капацитет од 128 KB (до 1 MB). 

## Детаљни подаци
Детаљнији подаци о рачунару FM 11 AD су дати у табели испод.
|                       | |
| [ 1 ]                 | |
| Произвођач            | Фуџицу                                                                                                   |
| Тип                   | професионални рачунар                                                                                    |
| Меморија              | 128 (до 1 MB)                                                                                            |
| Поријекло             | Јапан |
| Година                | 1982 |
| Тастатура             | професионална тастатура са функцијским тастерима и одвојена нумеричка тастатура (JIS стандард). 98 тастера. |
| Процесор              | |
| Фреквенција процесора | 2 |
| RAM                   | 128 (до 1 MB)                                                                                            |
| ROM                   | 24 KB |
| Текст                 | 40 x 20, 40 x 25, 80 x 20, 80 x 25                                                                       |
| Графика               | 640 x 400 (2 екрана), 640 x 200 (4 екрана) са 8 боја                                                     |
| Боја                  | 16 |
| Звук                  | мали звучник                                                                                             |
| Димензије             | 464 (ширина) x 360 (дубина) x 153 (висина) / 11,8 (13 са дискетном јединицом                             |
| Портови               | |
| Оперативни систем     | |